# Gutierre de Cárdenas
Gutierre de Cárdenas (Ocaña, Toledo, c.1440 - Alcalá de Henares, Madrid, 31 de enero de 1503), Señor de Maqueda,  fue figura prominente durante el reinado de los Reyes Católicos, siendo comendador mayor de León de la Orden de Santiago, a pesar de no ser caballero, contador mayor de Castilla y alcalde mayor de Toledo.

## Biografía
Descendía de una familia que tenía sus orígenes en el norte de España, en La Rioja o en Vizcaya, pero que se dividió en diferentes ramas, siendo la de don Gutierre una de las que se establecieron en Andalucía.
Su padre se casó con una de las mujeres más importantes de la época, Teresa Chacón, hermana de Gonzalo Chacón, personaje influyente en la Corte. Casó en 1478 con Teresa Enríquez, hija del Almirante de Castilla Alonso Enríquez de Quiñones, y por tanto, pariente de Fernando de Aragón. Fue su hijo Diego de Cárdenas y Enríquez, quien recibió de Carlos I (1529) el título de primer Duque de Maqueda.

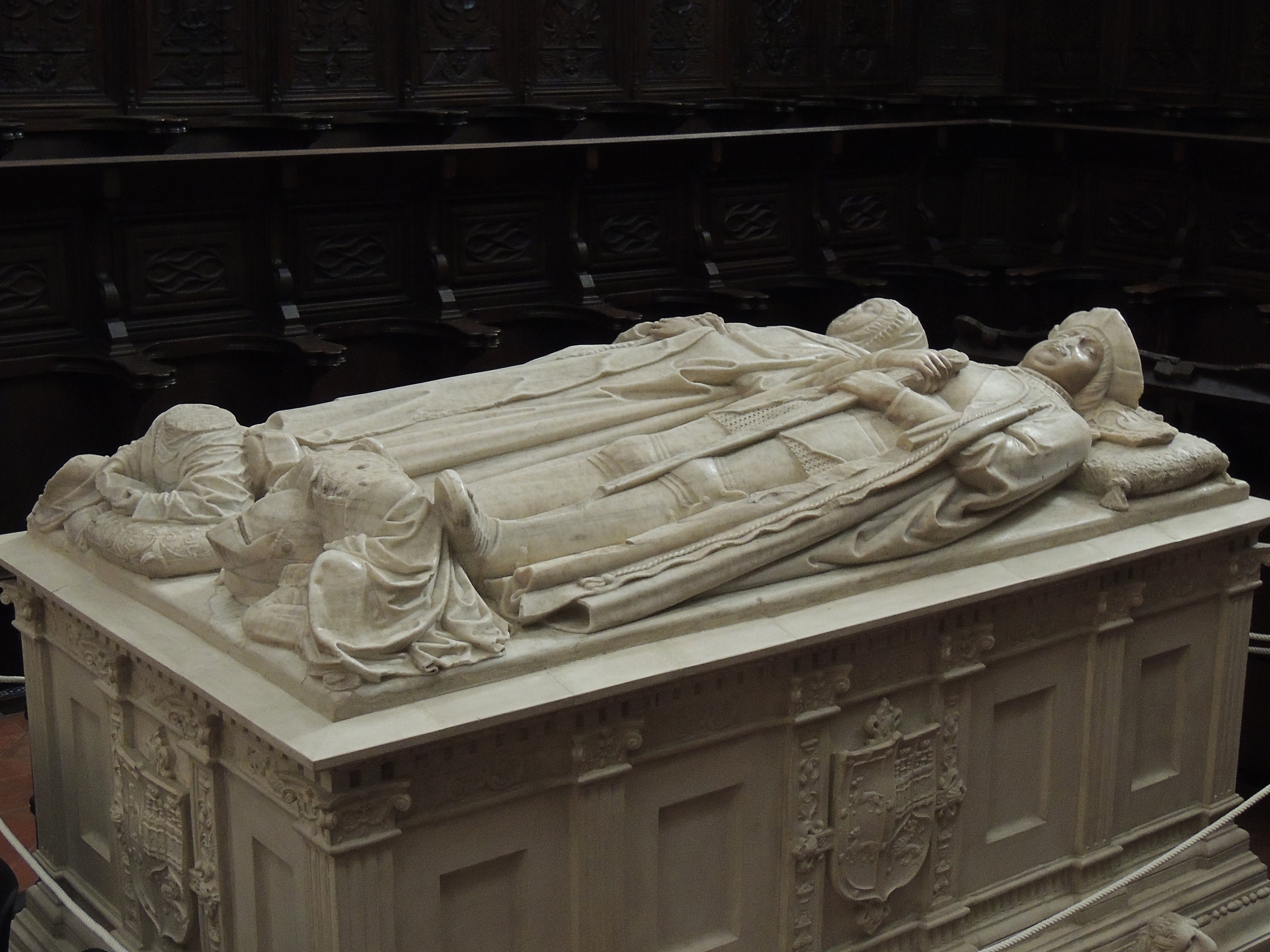
Sepulcro de Gutierre de Cárdenas y Teresa Enríquez en el coro de la Colegiata de Torrijos.

Gracias a Gonzalo Chacón, Don Gutierre consiguió entrar en la Corte y ser uno de los personajes más influyentes en Castilla. Intimó con personajes como el arzobispo de Toledo, Alonso Carrillo, Gonzalo Chacón, su pariente, Pedro González de Mendoza (cardenal), Alonso de Burgos, Hernando de Talavera, Cisneros, etc.
Tuvo gran protagonismo en la boda de Isabel y Fernando, el Tratado de Tordesillas y el nombramiento de Cisneros como arzobispo de Toledo, permaneciendo siempre leal a la reina. Desde que Isabel era princesa, se puso a su favor en las luchas civiles durante el reinado de Enrique IV. Se le nombró Maestresala de la princesa. Más adelante, cuando Isabel alcanzó la corona, obtuvo el cargo de Contador Mayor del reino. Llegó a ser uno de los hombres más ricos de Castilla. Tuvo el gran honor, en el amanecer del 2 de enero de 1492, junto a la de Ermita de San Sebastián, de recibir de las manos de  Boabdil las llaves de la ciudad de Granada cuando las entregó a los Reyes Católicos. Vivió siempre al lado de los reyes, acompañándoles a cuantos lugares marchaban. 
Tras su fallecimiento en Alcalá de Henares en 1503, fue sepultado en el monasterio franciscano de Santa María de Jesús en Torrijos, ya desaparecido, y posteriormente el sepulcro fue trasladado a la colegiata.

## Trayectoria
Resumen de los hechos más importantes de su vida:

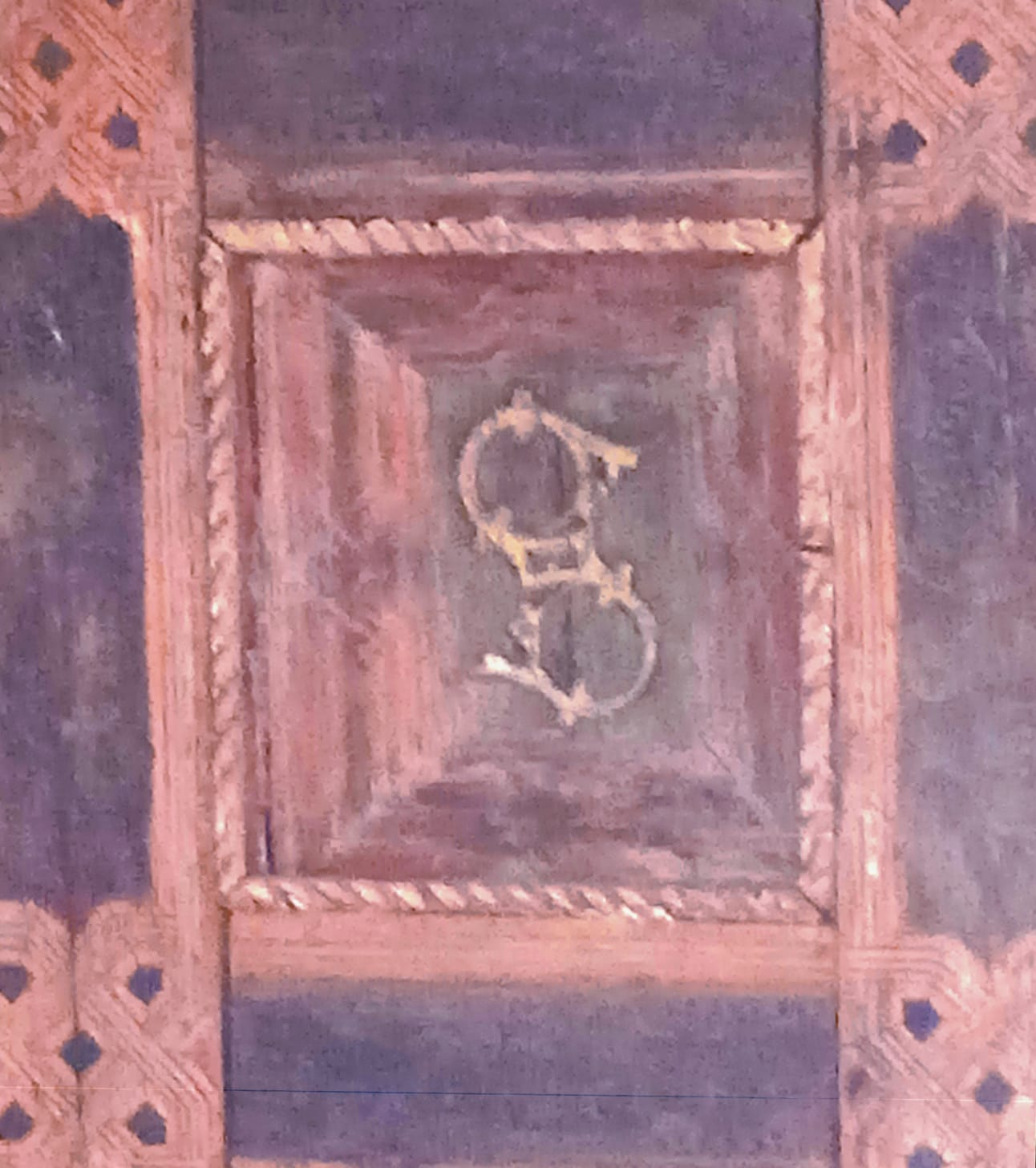
Emblema S en artesonados del Palacio de Cárdenas.

- Maestresala de Isabel I de Castilla.
- Se encargó en secreto de los trámites para la boda de Isabel de Castilla con Fernando de Aragón, redactando las cláusulas del matrimonio, y que Fernando aceptó, obteniendo la falsa bula del papa fallecido en la que dispensaba el parentesco de los novios. Fue a buscar a Fernando a Aragón y lo trajo de incógnito para la boda secreta en Valladolid.
- Alojó a Isabel de Castilla en su palacio de Ocaña durante la guerra civil.
- Mayordomo Mayor del Príncipe Juan de Aragón y Castilla, hijo de los Reyes Católicos.
- Negociación de las condiciones de rendición de Málaga para que se hicieran de la manera más humanitaria posible.
- Intervino en las negociaciones para liquidar la Orden De Santiago, que pasaría a ser administrada por la corona.
- La reina Isabel le concedió el privilegio de la toma de posesión en secreto, y de noche, de La Alhambra de Granada, por lo que fue el primero que entró en la ciudad en 1492.
- Estando prohibido que los nobles construyeran castillos, se le autorizó a completar la muralla de Torrijos, reconstruir el castillo de Maqueda y levantar el castillo de San Silvestre en Toledo.
- En 1494 fue encargado de redactar los acuerdos con Portugal en el tratado de Tordesillas.
- Fue nombrado Maestresala de la Reina tras dejar el cargo de Contador Mayor del Reino, que pasó a manos de Gonzalo Chacón, el pariente de su esposa.
- Fue el encargado de negociar el matrimonio de la princesa Juana la Beltraneja con Alfonso V de Portugal, proponiendo la dote.
- Fue escolta de la princesa Catalina de Aragón en 1501 hasta La Coruña para ir a casarse a Inglaterra con Arturo Tudor, príncipe de Gales.
- Acompañó a la reina Isabel y a su hija Juana a Laredo (Cantabria) para despedir a la princesa que iba a Flandes a casarse con Felipe el Hermoso.

El 13 de diciembre de 1474, en la proclamación de Isabel la Católica como Reina de Castilla, abría la comitiva sosteniendo una espada cogida por la punta, la empuñadura en alto, a la usanza española, para que, vista por todos, hasta los más distantes, supieran que se aproximaba la autoridad Real.